# La Quinta Estación
La Quinta Estación è un gruppo pop rock spagnolo: i due componenti (fino al primo album erano in 6) sono tutti di Madrid.

## Storia del gruppo
La Quinta Estación pubblicano il loro primo album nel 2001 dal titolo Primera toma seguito da un grande successo sia in Messico, sia negli Stati Uniti che nei paesi americani grazie anche al telefilm Clase 106 che ha come colonna sonora il loro primo singolo, Donde iran. Seguono i singoli Perdicion e No quiero perderte che confermano il successo del gruppo in Messico. Nel 2004 esce l'album Flores de alquiler che vende circa 500 000 copie tra Messico e Stati Uniti, oltre ad essere disco d'oro in Spagna.
Nel 2005 La Quinta Estación pubblicano Acustico che vende 250 000 copie oltre una nomination ai Grammy Latino. Nel 2006 esce l'ultimo lavoro El mundo se equivoca, anticipato dal singolo Tu peor error, che ha già venduto 100 000 copie in Messico e 40 000 in Spagna. Il secondo singolo estratto da El mundo se equivoca è Me muero che è rimasto per ben 11 settimane consecutive al primo posto nella classifica dei singoli più venduti in Messico e ai primissimi posti in tutti i paesi latino-americani.
Dopo sette anni con il gruppo, il chitarrista Pablo Dominguez, decide di dedicarsi alla carriera solista e la lascia la band. Nonostante l'abbandono i restanti due membri lavorano ad un nuovo album in studio, in uscita nel marzo 2009, con il nome di Sin frenos: l'album è anticipato dal singolo Que te quería, pubblicato il 5 gennaio 2009.

## Membri
- Natalia Jiménez: voce, armonica a bocca, compositrice
- Ángel Reyero: chitarra
- Pablo Domínguez (2001 - 2008): chitarra, basso

## Premi e nomination
MTV Video Music Awards-Latinoamerica
- Nomination per Best new artist-Mexico

Grammy Latini 2006
- Nomination per Miglior album di gruppo per Acustico

Oye! Awards
- Nomination per Miglior gruppo spagnolo

## Discografia

### Album
- 2001 - Primera toma
- 2004 - Flores de alquiler
- 2005 - Acustico
- 2006 - El mundo se equivoca
- 2009 - Sin frenos

### Singoli
- 2002 - Dónde irán
- 2002 - Primera toma
- 2003 - No quiero perderte
- 2004 - El sol no regresa
- 2005 - Algo más
- 2005 - Daría
- 2006 - Niña
- 2006 - Tu peor error
- 2006 - Me muero
- 2007 - Sueños rotos
- 2007 - Ahora que te vas
- 2008 - La frase tonta de la semana
- 2009 - Que te quería
- 2009 - Recuérdame